# Rostralni steber
Rostralni steber je vrsta zmagovalnega stebra, ki izvira iz antične Grčije in Rima, kjer so bili postavljeni v počastitev mornariške vojaške zmage. Tradicionalno so bili na stebre nameščeni ladijski ovni ali premci zajetih ladij. Rostralni stebri sodobnega sveta so Kolumbov spomenik v Columbus Circle v New Yorku in par rostralnih stebrov v Sankt Peterburgu.

## Pomembni rostralni stebri

### Antika
Ta seznam je nepopoln; lahko si pomagate tako, da ga razširite.
- Columna Rostrata C. Duilii ('Rostralni steber Gaja Duilija'), ki slavi pomorsko bitko pri Mileh (260 pr. n. št., prva punska vojna); nekoč na Rimskem forumu, je nekaj ostankov napisa v Kapitolskih muzejih. [3][4]

### Sodobnost
Ta seznam je nepopoln; lahko si pomagate tako, da ga razširite.
- Stara borza v Sankt Peterburgu in Rostralna stebra (1811), Sankt Peterburg, Rusija
- Tripolski spomenik prvi berberski vojni [5]
- Kolumbov spomenik (New York)
- Rostralni steber (Vladivostok) (ru: Ростральная колонна (Владивосток)
- Rostralna stebra v Bordeaux‎u
- Cunardov vojni spomenik, Liverpool
- Tegetthoffov spomenik na Dunaju